# Japonská poezie
Formy tradiční japonské poezie jsou kanši (漢詩; básně v čínštině), waka (和歌), čóka (長歌; dlouhá waka), renga (連歌; řazená báseň), haikai no renga (俳諧の連歌; komická řazená báseň), haiku (俳句; také hokku), imajó (今様; písně) a senrjú (川柳; komické haiku). Japonci rozdělují básně na kanši, waka a haiku, přičemž pro ně ale neužívají společný termín poezie.
Japonská poezie čerpá z bohaté tradice a rozsáhlého referenčního aparátu, který je mnohem intenzivnější, než v evropské poezii. Například „horský chrám“, „podzimní stmívání“ a „večerní vyzvánění zvonů“ tradičně symbolizují bezútěšnost. Tyto konotace vycházejí ze starších básní a sbírek. Příkladem takové základní sbírky je první císařská básnická antologie Kokinšú, kterou musely znát všechny dvorní dámy zpaměti. Přímé a nepřímé odkazy na starší díla umožnily japonským básníkům psát básně, které jsou i přes svou krátkou délku významově bohaté. Teprve v prostředí základních emocí, poetické dikce nebo témat básníci ve svých dílech zprostředkovávají své osobní pocity a postřehy.